# تيتسويا أسانو
تيتسويا أسانو (باليابانية: 浅野 哲也) (23 فبراير 1967 في هوكوتا في اليابان – )؛ هو لاعب كرة قدم ياباني سابق كان يلعب كلاعب وسط. سبق له أن لعب مع منتخب اليابان.

## وصلات خارجية
- تيتسويا أسانو على موقع رابطة كرة القدم اليابانية للمحترفين (اليابانية)
- تيتسويا أسانو على موقع قاعدة بيانات كرة القدم.إي يو (الإنجليزية)
- تيتسويا أسانو على موقع ناشيونال فوتبول تيمز (الإنجليزية)
- تيتسويا أسانو على موقع Soccerway.com (الإنجليزية)
- تيتسويا أسانو على موقع عالم كرة القدم.نت (الإنجليزية)
- تيتسويا أسانو على موقع كووورة

- National Football Teams
- Japan National Football Team Database